# Plator himalayaensis
Plator himalayaensis is een spinnensoort uit de familie Trochanteriidae. De soort komt voor in India.